# Cornell MacNeil
Pour les articles homonymes, voir MacNeil.
Cornell MacNeil est un baryton américain né le 24 septembre 1922 à Minneapolis au Minnesota et mort le 15 juillet 2011 à Charlottesville, particulièrement admiré dans le répertoire italien, notamment de Giuseppe Verdi.

## Biographie
MacNeil étudie au Hartt College of Music à Hartford avec Friedrich Schorr. Il débute par chanter des comédies musicales sur Broadway, et crée le rôle de Jean Sorel dans The Consul de Gian Carlo Menotti, en 1950.
Il débute à l'opéra en 1953, au New York City Opera, dans le rôle de Germont dans La Traviata. Il débute à l'Opéra de San Francisco en 1955 (Escamillo), puis au Lyric Opera de Chicago en 1957 (Lescaut).
L'année 1959 marque un tournant décisif dans sa carrière, il débute au pied levé à La Scala de Milan, en Carlo dans Ernani, et au Metropolitan Opera de New York, en Rigoletto. Il chantera au Met vingt-six saisons consécutives, notamment en Nabucco, Macbeth, di Luna, Riccardo, Amonasro, Iago, Barnaba, Alfio, Tonio, Scarpia, Michele, Gianciotto, etc.
Baryton-Verdi par excellence, il parait dans plusieurs théâtres d'Italie (Rome, Florence, Naples, etc), ainsi qu'à Paris, Londres, Vienne, Barcelone, Lisbonne, Buenos Aires, Mexico, etc.
En 1969, il devient président de la American Guild of Musical Artists.
Il chante Germont dans le film de Franco Zeffirelli, La Traviata, aux côtés de Teresa Stratas et Plácido Domingo, sous la direction de James Levine.

## Discographie sélective
- "Aida" (Verdi) - Renata Tebaldi, Carlo Bergonzi, Cornell Mac Neil, Giulietta Simionato, Wiener Staatsoperchor, Wiener Philharmoniker, Herbert von Karajan - (Decca, 1958)
- "La Fanciulla del West" (Puccini) - Renata Tebaldi, Mario Del Monaco, Cornell Mac Neil, Coro e Orchestra dell'Accademia Santa Cecilia, Franco Capuana - (Decca, 1958)
- "Tosca" (Puccini) - Hildegard Behrens, Plácido Domingo, Cornell MacNeil, The Metropolitan Opera Orchestra and Choir, Giuseppe Sinopoli - (Deutsche Grammophon, 1985)
- "Pagliacci" (Leoncavallo) - Mario Del Monaco, Gabriella Tucci, Cornell Mac Neil, Renato Capecchi, Coro e Orchestra dell'Accademia Santa Cecilia, Francesco Molinari Pradelli - (Decca, 1959)
- "Cavalleria rusticana"  (Mascagni) - Mario Del Monaco, Giulietta Simionato, Cornell Mac Neil, Coro e Orchestra dell'Accademia Santa Cecilia, Tullio Serafin - (Decca, 1960)
- "Rigoletto"  (Verdi) - Cornell MacNeil, Joan Sutherland, Renato Cioni, Cesare Siepi - Coro e Orchestra dell'Accademia Santa Cecilia, Nino Sanzogno - (Decca, 1961)
- "Un ballo in maschera" (Verdi) - Birgit Nilsson, Carlo Bergonzi, Cornell MacNeil, Giulietta Simionato, Sylvia Stahlman - Coro e Orchestra dell'Accademia di Santa Cecilia, Georg Solti - (Decca, 1961)
- "Luisa Miller" (Verdi) - Anna Moffo, Carlo Bergonzi, Shirley Verrett, Cornell MacNeil, Giorgio Tozzi, Ezio Flagello - RCA Italiana Opera Chorus and Orchestra, Fausto Cleva - (RCA, 1964)

## Sources
- David Hamilton, The Metropolitan Opera Encyclopedia, Simon & Schuster, 1987,  (ISBN 0-671-61732-X)